# Kuzi-Teshub
Kuzi-Teshub (écrit aussi Kusi-Teššub, Kusi-Teshup ou aussi Kunsi-Tessub, etc.) est un vice-roi hittite de Karkemish du milieu du xiie siècle av. J.-C. Il aurait régné de 1180 à 1150 av. J.-C., en tous cas autour de 1200 av. J.-C.

## Vie
Kuzi-Teshub était fils et héritier de Talmi-Teshub. Il régnait non seulement sur Karkemish mais aussi sur Milid. Il portait les titres de Roi, Grand Roi et Héros.

### Royauté sur Karkemish
Il est possible que, comme son père, Kuzi-Teshub n'ait d'abord été roi que de Karkemish. Des sceaux trouvés sur le site de Lidar Höyük le nomment Roi Kuzi-Teshub, souverain du pays de Karkemish ; fils de Talmi-Teshub, souverain de Karkemish ; reconnu par les dieux. Le terme de « roi » suggère qu'initialement, sa royauté était limitée à Karkemish. Le titre de Grand Roi lui est attribué plus tard, dans des inscriptions trouvées à Milid. On suppose que le titre de Grand Roi lui fut attribué après la chute de l'Empire hittite. Il eut pour successeur Ir-Teshub, qui n'est probablement pas son fils.

### Royauté surMilid
On n'a pas trouvé d'inscriptions identifiant explicitement Kuzi-Teshub comme roi de Milid. Il est possible qu'il ait régné directement sur cette ville, mais aussi qu'il y ait exercé son pouvoir par l'entremise de son fils Pugnus-mili ier. On ne trouve les noms de Kuzi-Teshub et Pugnus-mili ier que dans des inscriptions relatives aux rois Runtiya et Arnuwanti ier, sur des rochers à Gürün et Kötükale (Turquie). Ces deux souverains autonomes de Milid sont les fils de Pugnus-mili ier et les petits-fils de Kuzi-Teshub. Le fait que leur grand-père soit nommé dans les inscriptions de ces rois suggère que Milid obtint son autonomie par des voies pacifiques. En tous cas, Kuzi-Teshub était un ancêtre vénéré de la maison royale de Milid.

## Lignage
L'arbre généalogique ci-dessous est une reconstruction possible, parmi d'autres, du lignage de la famille royale de l'empire hittite. La nomenclature des souverains, les liens de parenté demeurent obscurs par de nombreux aspects,,.